# Anna Schwamberger

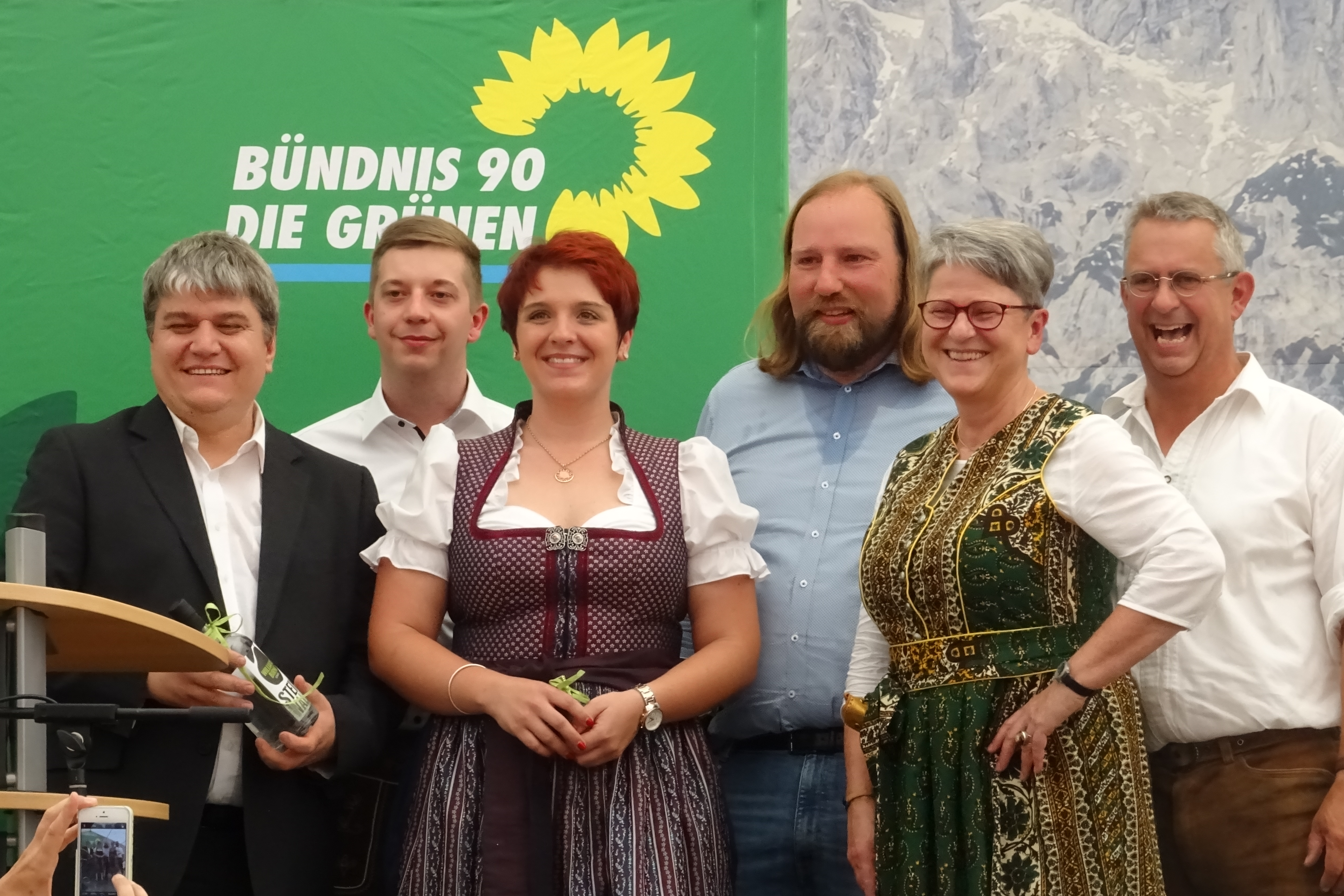
Anna Schwamberger (dritte von links) am Kemnather Wiesenfest 2019

Anna Schwamberger, zwischenzeitlich Anna Toman, (* 19. März 1991 in Tirschenreuth) ist eine deutsche Politikerin (Bündnis 90/Die Grünen). Sie war von 2018 bis 2023 Abgeordnete des Bayerischen Landtages.

## Leben
2010 beendete Schwamberger ihre Schulbildung am Stiftland-Gymnasium Tirschenreuth mit dem Abitur. An der Universität Bayreuth schloss sie ihr Realschullehramts-Studium in den Fächern Mathematik und Deutsch 2014 mit dem ersten Staatsexamen ab. Nach ihrem Referendariat erlangte sie das zweite Staatsexamen.
Schwamberger ist seit 2017 Mitglied von Bündnis 90/Die Grünen. Bei der Landtagswahl in Bayern 2018 im Wahlkreis Oberpfalz erreichte sie auf der Wahlkreis-Liste der Grünen das zweitbeste Gesamtstimmen-Ergebnis und wurde damit als Abgeordnete in den Bayerischen Landtag gewählt. In der 18. Wahlperiode war sie Mitglied des Ausschusses für Bildung und Kultus sowie des Ausschusses für Fragen des öffentlichen Dienstes. Des Weiteren war sie stellvertretende Vorsitzende des Anstaltsbeirates der Justizvollzugsanstalten Amberg und Weiden. Nach der Landtagswahl 2023 schied sie wieder aus dem Landtag aus.
Ehrenamtlich engagiert sich Schwamberger unter anderem bei als Schriftführerin im KV Tirschenreuth, als Mitglied im  RC Erlhammer, im Schützenverein Tell Bärnau, sowie im Landesverband Bayerischer Pferdezüchter.
Schwamberger ist geschieden und trug zwischenzeitlich den Ehenamen Anna Toman.